# Velika nagrada Doningtona
Velika nagrada Doningtona (prvotno Donington Park Trophy) je bila dirka za Veliko nagrado, ki je potekala med sezonama 1933 in 1938 na dirkališču Donington Park v Leicestershiru. Nobenemu od dirkačev ni uspelo zmagati več kot enkrat, med moštvi pa sta po dve zmagi dosegla Alfa Romeo in Auto Union.

## Zmagovalci
| Sezona | Dirkač                     | Moštvo     | Dirkališče     | Poročilo |
| ------ | -------------------------- | ---------- | -------------- | -------- |
| 1933   | Earl Howe                  | Bugatti    | Donington Park | Poročilo |
| 1934   | Whitney Straight           | Maserati   | Donington Park | Poročilo |
| 1935   | Richard Shuttleworth       | Alfa Romeo | Donington Park | Poročilo |
| 1936   | Hans Rüesch Richard Seaman | Alfa Romeo | Donington Park | Poročilo |
| 1937   | Bernd Rosemeyer            | Auto Union | Donington Park | Poročilo |
| 1938   | Tazio Nuvolari             | Auto Union | Donington Park | Poročilo |